# East Berkshire Football League
East Berkshire Football League är en engelsk fotbollsliga. Den har fyra divisioner och toppdivisionen Premier Division ligger på nivå 12 i det engelska ligasystemet.
Ligan är en matarliga till Thames Valley Premier Football League.

## Mästare
| Säsong  | Premier Division     | Division One            | Division Two            | Division Three           | Division Four                   |
| ------- | -------------------- | ----------------------- | ----------------------- | ------------------------ | ------------------------------- |
| 2005/06 | Red Lion             | Slough Heating Reserves | Iver Heath Rovers FC    | Stoke Poges FC           |                                 |
| 2006/07 | Waltham              | Holland Park FC         | Windsor Great Park FC   | Bagshot FC               | Barnhill Social FC              |
| 2007/08 | Beaconsfield         | Running Horse           | The Lane                | Eastcote & Richings Park | Alpha Arms Academicals          |
| 2008/09 | Orchard Park Rangers | Burnham United          | Britwell                | Alpha Arms Academicals   | The Mitre                       |
| 2009/10 | Waltham              | Stoke Green             | Delaford                | Beaconsfield Town        | Alpha Arms Academicals Reserves |
| 2010/11 | Eton Wick            | Britwell                | Old Windsor             | Berkshire United         | The Crown                       |
| 2011/12 | Orchard Park Rangers | Iver                    | Slough Heating Reserves | Britwell                 | Old Windsor Reserves            |
| 2012/13 | Iver                 | Langley Wanderers       | Windsor Great Park      | Iver Heath Rovers        | Iver Heath Rovers Reserves      |
| 2013/14 | Lynch Pin            | Langley                 | Maidenhead Magpies      | Britwell                 | Windsor Saints                  |